# Porcellionides mirabilis
Porcellionides mirabilis är en kräftdjursart som först beskrevs av Albert Vandel 1945.  Porcellionides mirabilis ingår i släktet Porcellionides och familjen Porcellionidae. Inga underarter finns listade i Catalogue of Life.